# Marboz
Marboz es una comuna francesa situada en el departamento de Ain, de la región de Auvernia-Ródano-Alpes. Pertenece a la comunidad de aglomeración del Bassin de Bourg-en-Bresse.

## Geografía
Está ubicada en la Bresse, a 15 km al norte de Bourg-en-Bresse.

## Demografía
| 2 052 | 1 855 | 1 733 | 1 680 | 1 701 | 1 926 | 2 026 | 2 164 | 2 195 | 2 196 | 2 244 |
| Para los censos de 1962 a 1999 la población legal corresponde a la población sin duplicidades (Fuente: INSEE [Consultar]) |       |       |       |       |       |       |       |       |       |       |